# Mézin
Mézin é uma comuna francesa na região administrativa da Nova Aquitânia, no departamento Lot-et-Garonne. Estende-se por uma área de 31,63 km². Em 2010 a comuna tinha 1 538 habitantes (densidade: 48,6 hab./km²).